# ゴルフェレンツォ
ゴルフェレンツォ（伊: Golferenzo）は、イタリア共和国ロンバルディア州パヴィーア県にある、人口約200人の基礎自治体（コムーネ）。

## 地理

### 位置・広がり

#### 隣接コムーネ
隣接するコムーネは以下の通り。括弧内のPCはピアチェンツァ県所属を示す。
- アルタ・ヴァル・ティドーネ (PC)
- モンテカルヴォ・ヴェルシッジャ
- サンタ・マリーア・デッラ・ヴェルサ
- ヴォルパーラ

### 気候分類・地震分類
気候分類では、zona F, 3003 GGに分類される。
また、イタリアの地震リスク階級 (it) では、zona 3 (sismicità bassa) に分類される
。

## 行政

### 分離集落
ゴルフェレンツォには、以下の分離集落（フラツィオーネ）がある。
- Casa Guastoni, Casa Pegorini, Casa Scagni, Chiappeto, Gerbidi, Molinello